# ویکرام پرتاپ سینگ
ویکرام پرتاپ سینگ (پنجابی: ਵਿਕਰਮ ਪ੍ਤਾਪ ਸਿੰਘ ਸੰਧੂ؛ زادهٔ ۱۶ ژانویهٔ ۲۰۰۲) بازیکن فوتبال اهل هند است.
وی همچنین در تیم‌های ملی فوتبال زیر ۱۷ سال، زیر ۲۰ سال و زیر ۲۳ سال هند بازی کرده‌است.